# Szépművészeti Múzeum (Budapest)
A Szépművészeti Múzeum állami alapítású és fenntartású országos múzeum Budapesten, a Hősök tere műemlékegyüttesének részeként Budapest világörökségi helyszíneihez tartozik. 1900 és 1906 között, Schickedanz Albert és Herzog Fülöp Ferenc tervei alapján neoreneszánsz és neoklasszicista stílusban épült.
A múzeum gyűjtőköre az egyetemes művészet. Gyűjteményei az európai képzőművészet minden korszakába bepillantást engednek, olyan híres művészek alkotásain keresztül, mint Raffaello, Leonardo, Dürer, Rembrandt, Goya vagy Monet. Műtárgyainak száma jóval meghaladja a százezret. Korábban a magyar művészeti anyagát átadta a Magyar Nemzeti Galériának, de kiállításán ma már számos magyar művész alkotása is látható.
A múzeum a felújítási munkálatok miatt 2018. október 30-ig nem volt látogatható. 2018. március 15-én a nagy nemzeti ünnepre tekintettel 70 év elteltével ismételten megnyitották a közönség előtt a múzeum Román csarnokát, amelyet április 2-ig, húsvét hétfőig ingyen látogathattak az érdeklődők.

## Története

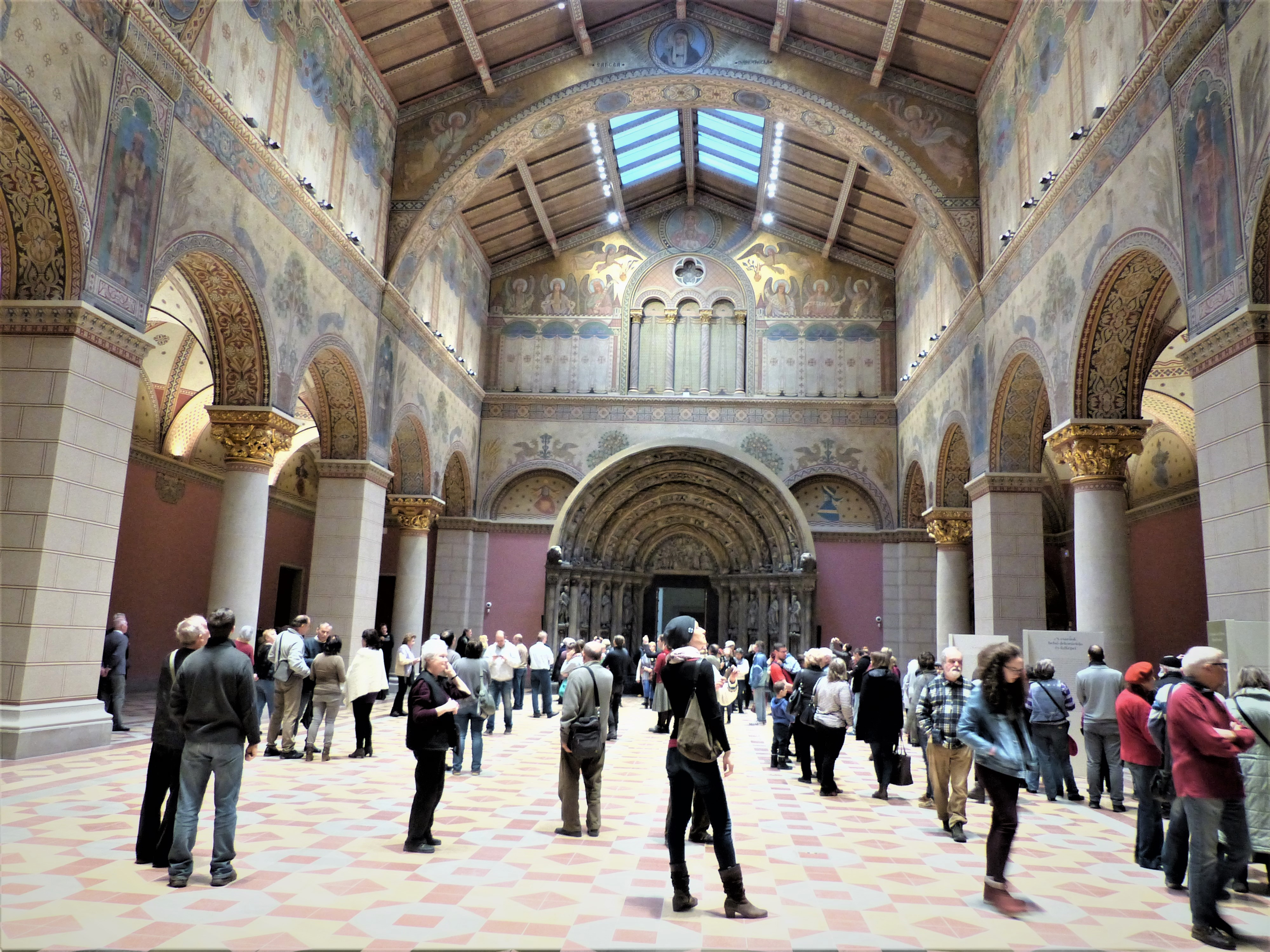
A Román csarnok megnyitása

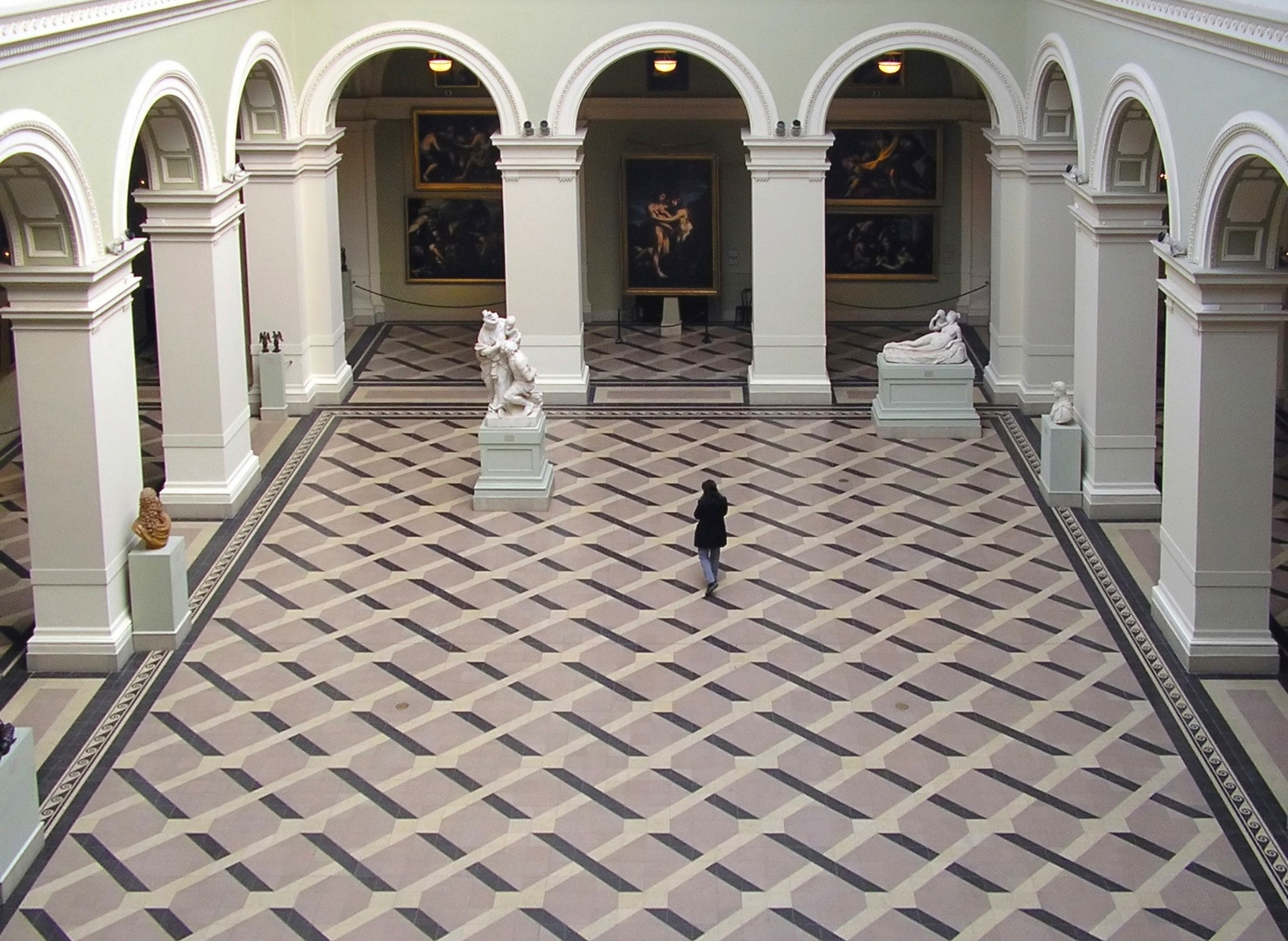
A múzeum egyik földszinti csarnoka

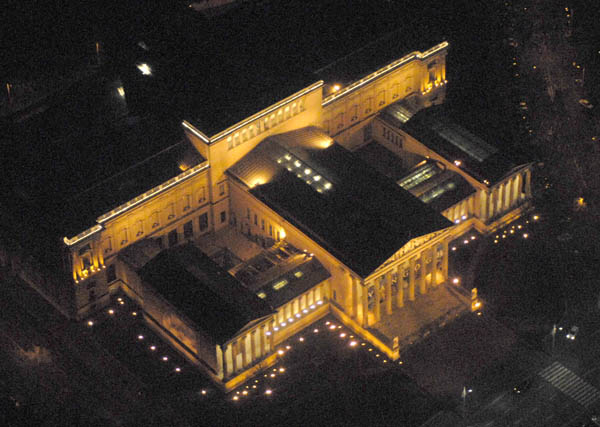
A múzeum éjszaka

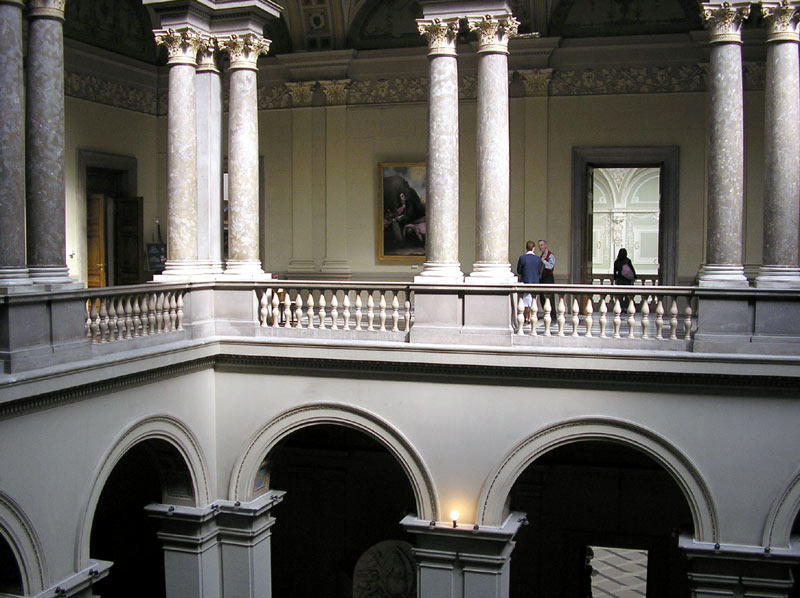
Szépművészeti Múzeum, részlet a kerengőkkel

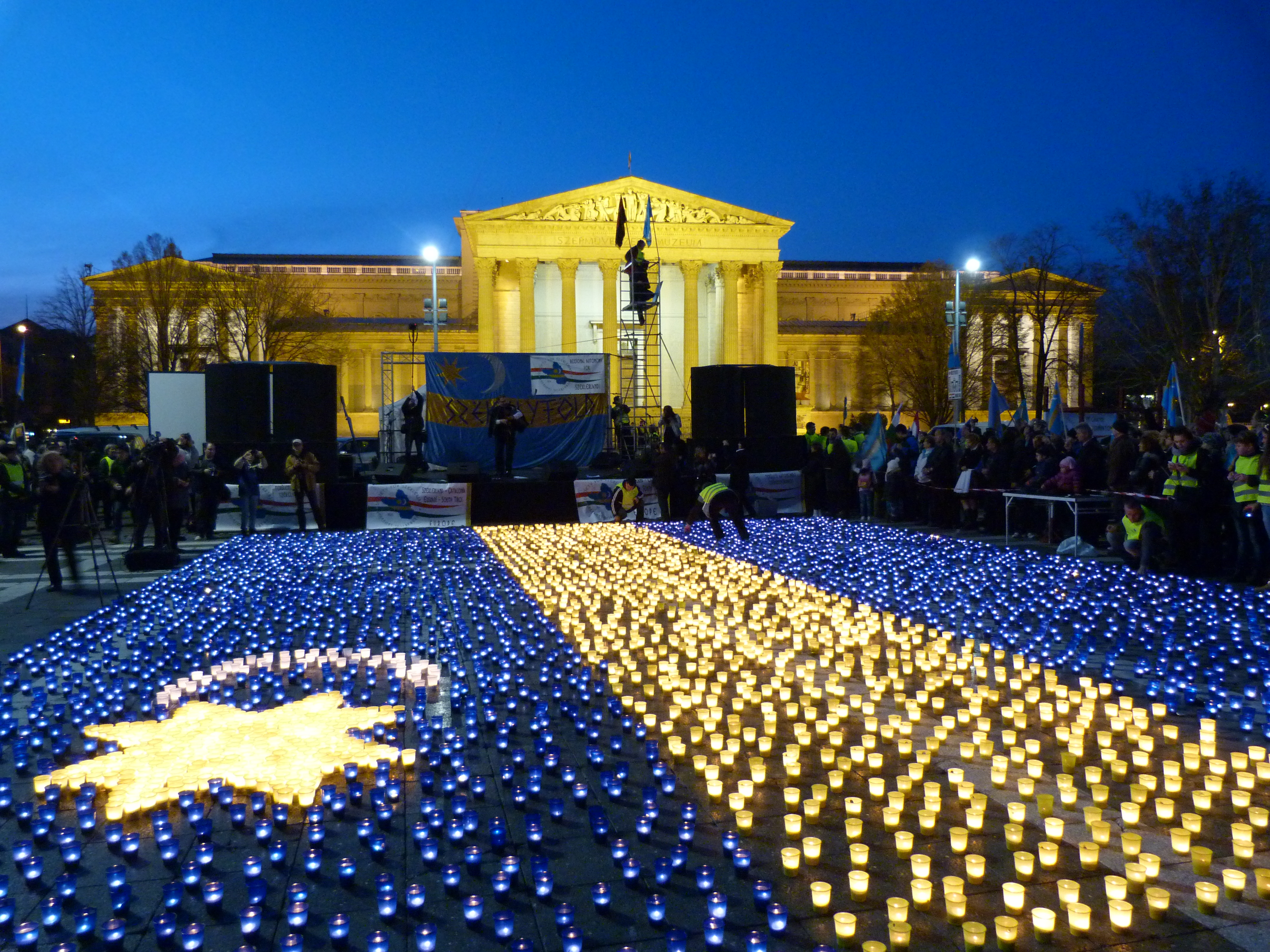
Esti díszfényben a Székely Szabadság Napján – 2014. március 10.

A múzeum létesítését – hosszú előkészítés után – 1896-ban határozták el, és a millenniumi törvény mondta ki. Miután a főváros ingyen átadta a területet, ahol eredetileg a Rotunda pavilon állt, amelyet eredetileg a Feszty-körkép bemutatására építettek. 1898-ban pályázatot írtak ki az épület megtervezésére. A kilenc pályamű közül Schickedanz Albert és Herzog Fülöp Ferenc tervét választották ki megvalósításra. Az épületegyüttest 1900 és 1906 között emelték, először a neoreneszánsz képtárszárny, utána a neoklasszicista előépület készült el. 1906. december 1-jén Ferenc József király avatta fel. A múzeumot december 5-én nyitották meg a nagyközönség előtt. Az újonnan átadott épületben az addig különböző gyűjteményekben őrzött képzőművészeti alkotások kaptak helyet és egységes bemutatási lehetőséget.
A második világháború vége felé számos igen értékes műtárgyat menekítettek nyugatra, és az épület is súlyos károkat szenvedett. Az itt őrzött nagypolgári gyűjteményeket a szovjetek rabolták el, azóta is az orosz múzeumok díszei. Nyugatról viszont 1945–47-ben sikerült a műtárgyak legnagyobb részét visszaszerezni, restaurálásuk és az épület helyreállítása után, 1949-ben újra megnyílt a Régi Képtár és az Új Magyar Képtár állandó kiállítása, majd fokozatosan a többi gyűjtemény tárlata is.
A magyar művészetet bemutató, egyre gazdagodó gyűjtemény szükségessé tette, hogy azt egy önálló intézményben helyezzék el. A magyar műtárgyakat az 1957-ben megalakított Magyar Nemzeti Galéria vette át, míg a Szépművészeti Múzeum az egyetemes művészet emlékeit lett hivatott bemutatni.

### A múzeum főigazgatói
- 1906–1914: Kammerer Ernő
- 1914–1935: Petrovics Elek
- 1935–1944: Csánky Dénes
- 1945–1949: Genthon István
- 1949–1952: Oltványi Imre
- 1952–1955: Redő Ferenc
- 1956–1964: Pigler Andor
- 1964–1984: Garas Klára
- 1984–1991: Merényi Ferenc
- 1991–2004: Mojzer Miklós
- 2004 óta Baán László

### Centenárium
A múzeum 2006-ban reprezentatív kiállítások sorával ünnepelte fennállásának 100. évfordulóját. Ilyen volt a Rejtett szépségek címet viselő is, mely az ország jelentősebb vidéki képtáraiban is megfordult (például a vándorkiállítás katalógusából Kecskeméten). A centenárium alkalmából időszakos kiállításon emlékezett meg a kezdetben egybevontan kezelt régi és modern festészeti osztály első igazgatójáról, dr. Térey Gáborról (1906-1926), aki jelentősen hozzájárult a gyűjtemény gazdagításához, európai hírnevének növeléséhez.

### A múzeum bővítése
A Szépművészeti Múzeum kibővítését Baán László főigazgató vette tervbe. 2010-ben a Karácsony Tamás és csapata által készített tervek kapcsán, Ráday Mihály és Sisa József 2010 tavaszán megjelent írásai nyomán botrány robbant ki, a terv ugyanis a reprezentatív főhomlokzat eredeti funkcióját megszüntette volna. A beruházást 2011 februárjában a kormány leállította, majd bejelentették, hogy a Városliget szélén, az Ötvenhatosok terén múzeumi negyedet hoznak létre, és a Szépművészeti Múzeum itt kap új épületet. 2011. szeptember 29-én kormányhatározat jelent meg arról, hogy a kormány egyetért „az új nemzeti közgyűjteményi épületegyüttes létrehozásának előzetes irányaival", valamint a „Magyar Nemzeti Galéria beolvadása révén a Szépművészeti Múzeum és a Magyar Nemzeti Galéria egyesítésével”. Október 1-jén Orbán Viktor miniszterelnök az új nemzeti közgyűjteményi épületegyüttes koncepciójáért felelős kormánybiztossá nevezte ki, Baán Lászlót. Október 20-án egy újabb kormányhatározat a Nemzeti Galéria és a Szépművészeti Múzeum összevonásának személyi és szervezeti intézkedéseire is felhatalmazta, 2012. február 29-i határidőt szabva meg erre. Baán László tervei szerint a két múzeum anyaga egyesül, és a Szépművészeti jelenlegi épületében a 19. század közepe előtti anyagot, az új épületben pedig az ezt követő időszakot mutatják majd be. Az új múzeum tervezőjének kiválasztására nemzetközi tervpályázatot írtak ki. 2011-ben Baán László, a Szépművészeti Múzeum főigazgatója a megvalósulásra reális esélyt 2017 végére látott. Mányi István építész, illetve a Mányi Stúdió készítette felújítási tervek alapján indult el a nagy léptékű korszerűsítés.

### A Román csarnok rekonstrukciója
2015 és 2018 között, a Liget Budapest projekt keretében hajtották végre a múzeum történetének legnagyobb felújítását, mely az épület közel 40 %-át érintette. A felújítás központi eleme a második világháborúban találatot kapott, közel 70 éven át elzárt területként, raktárként funkcionáló Román csarnok, melynek teljes körű rekonstrukciója több ezer négyzetméterrel növelte meg a múzeum kiállítótereit, miközben egy igazán impozáns, gazdagon díszített termet adott vissza a közönségnek. A falakon többek közt 70 restaurátor dolgozott, közel 2500 négyzetméternyi felületet újítottak meg, emellett más korszerűsítési munkákat is végeztek az épületen, például az elavult hűtés-fűtés rendszert is modernizálták, teljesen akadálymentesítéssé tették az intézményt, valamint megújították az elavult elektromos rendszereket is.

## Az épület
A Schickedanz és Herzog tervezte épület a 19. század második felének eklektikus, historizáló stílusában készült el. Ennek egyik oka, hogy a kiírt pályázat első díjas terve (Pecz Samu) reneszánszos antik jegyekben készült. Schickedanz és Herzog tervét elsősorban a rendeltetés szempontjából találták jobbnak, ezért az átdolgozással őket bízták meg.
A neoklasszicista előépület homlokzati részéből előugró, központi helyet elfoglaló nyitott oszlopcsarnokhoz (portikuszhoz) széles lépcsősor vezet fel. A nyolc + négy oszlopból álló csarnokot elöl timpanon zárja, amely sokalakos féldombormű kompozíciót foglal magában. Az előépület oldalszárnyain lévő hat + öt oszlopos oldalrizalittal, felül timpanonnal díszített csarnokokat mindkét oldalon tíz-tíz oszlopos összekötő tagozattal csatolták a középső oszlopcsarnok hátsó falához. Az előépülethez tartozó belső részek alapvetően antikizáló stílusú oszlopokkal, nagy terekkel rendelkeznek.
Az előépület mögötti főépület kétszintes képtárszárnyai neoreneszánsz stílust képviselnek, mind külső, mind belső kiképzésükben. Jellegzetes reneszánszt utánzó díszítés az épület emeletén körben látható vakablaksor, valamint a féloszlopokkal díszített falfelület. Az épület oldalait bábos korláttal épített középerkély (loggia) díszíti. A képtárszárnyak belső terei historizáló stílusúak, a középső részt fedett genovai palotaudvar tölti ki, amelyet a földszinten boltívvel záródó, az emeleten kettős, felül archaizáló stílusú díszítménnyel ellátott oszlopsoros kerengő övez.
A kiállítótermek és a grafikai osztály bútorait és enteriőrjeit Toroczkai Wigand Ede tervezte.

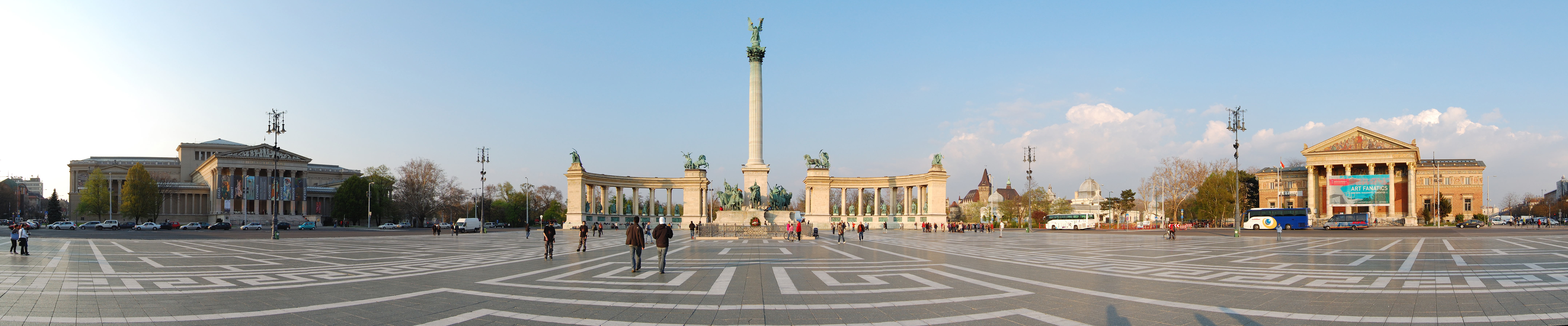
A Múzeum (balra) a Hősök teréről nézve, középen a Millenniumi emlékmű és jobbra a Műcsarnok épülete

## Gyűjteményei és szervezeti egységei

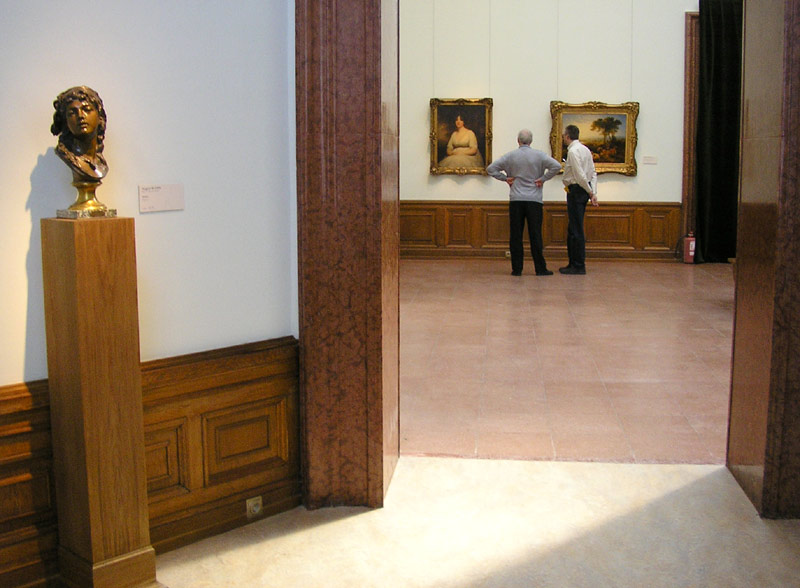
A Régi Képtár kiállításán

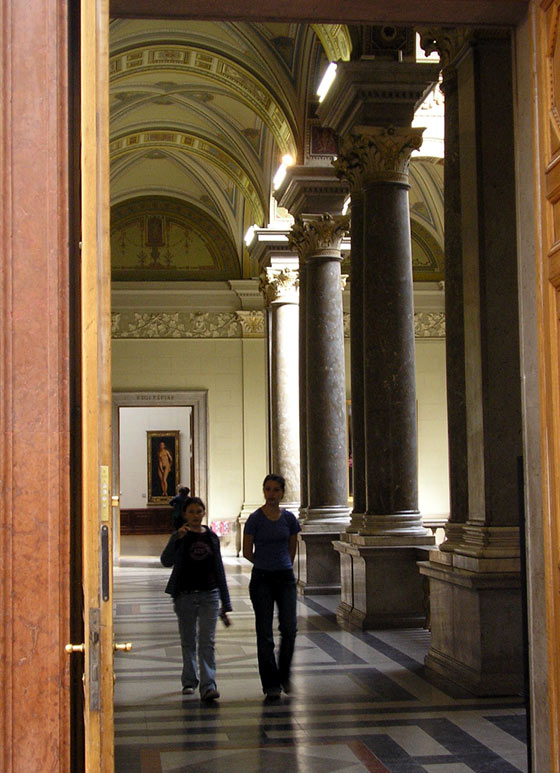
A múzeum emeleti kerengőjén

A Szépművészeti Múzeum törzsállományát több korábbi képzőművészeti gyűjtemény egyesítésével hozták létre.
- 1802: megalakult az első hazai közgyűjtemény, a Magyar Nemzeti Múzeum. Itt nyertek elhelyezést az államnak felajánlott különféle ajándékok, hagyatékok, köztük – az 1830-as években – Jankovich Miklós pesti gyűjtő kollekciója és Pyrker János László egri érsek csaknem 200 db-os festészeti gyűjteménye is.
- 1848: Kossuth Lajos a budai várból – eredetileg a bécsi császári gyűjteményből – származó mintegy 80 képet adatott át a Nemzeti Múzeumnak.
- 1870: az állam megvásárolta a 18. századtól több nemzedéken át gyarapított, rendkívül értékes Esterházy-gyűjteményt. A 637 festményből, több ezer rajzból és mintegy félszázezer metszetből álló hatalmas gyűjteménnyel alakult meg a következő évben az Országos Képtár, mely a Magyar Tudományos Akadémia épületében működött.
- 1872: Ipoly Arnold püspök az Országos Képtárnak adományozta gyűjteményét.
- 1875: a Nemzeti Múzeumban addig őrzött, 1800 előtt készült képzőművészeti alkotások átkerültek az Országos Képtárba; állománya így hatalmasra duzzadt, de önálló épülettel továbbra sem rendelkezett.
- 1884-1896: Pulszky Károly vezetése alatt az Országos Képtár gyűjteménye jelentős külföldi vásárlásokból tovább gyarapodott.
- 1901: Delhaes István festőművész kollekcióját a Nemzeti Múzeumra hagyta.
- 1906: Az Országos Képtár teljes anyagát, valamint a Nemzeti múzeum festmény- és szoboranyagát a Szépművészeti Múzeum újonnan elkészült épületébe költöztetették át, így megkezdődhetett a gyűjtemények bemutatása, tudományos igényű feldolgozása. Az új múzeum birtokába került további néhány fontosabb gyűjtemény:
- 1908, 1914: Paul Arndt müncheni régész, műgyűjtő, műkereskedő antik gyűjteménye (vásárlás)
- 1912: Pálfy János gróf gyűjteménye (hagyaték)
- 1914: Ferenczy István szobrászművész (1792-1856) szoborgyűjteménye (hagyaték megvétele)
- 1934: Majovszky Pál rajzgyűjtemény (ajándékozás)

A világháborús sebek begyógyulása után a múzeumok profiljának egységesítése miatt a Szépművészeti Múzeum vette át az egykori Ráth György-gyűjtemény egy részét az Iparművészeti Múzeumtól, valamint a főváros tulajdonába került Zichy-képtárat, Zichy Ödön gróf hagyatékát.
A múzeum állománya jelenleg hat nagy gyűjteményrészre oszlik: Egyiptomi Gyűjtemény, Antik Gyűjtemény, Régi Szobor Gyűjtemény, Régi Képtár, Modern Gyűjtemény, Grafikai Gyűjtemény.
Állandó és időszakos kiállításain a gyűjtemények legjavát mutatja be.

### Gyűjtemények

#### Egyiptomi gyűjtemény
Az egyiptomi gyűjtemény Közép-Európában a második legnagyobb. Létrehozását Mahler Ede, a magyar egyiptológia megalapítója vetette fel, aki, miután 1901-ben felmérte a Nemzeti Múzeum egyiptomi műtárgyait, 1902-ben bejelentette, hogy egyesíteni kellene ezeket a különféle magángyűjteményekben őrzött más egyiptomi emlékekkel. A gyűjtemény azonban csak 1934-ben, az Antik Osztályhoz kapcsoltan jöhetett létre. Első kiállítását 1939-ben rendezték meg. 1958-ban a gyűjtemény különvált az Antik Osztálytól. Több ásatás is hozzájárult a gyűjtemény gazdagításához, például a gamhudi és sarunai (1907), az Abdallah Nirqi-i (1964) és a thébai (1983).
A kiállítás az ókori Egyiptom fontosabb időszakainak emlékeiből ad válogatást, látványos darabjai többek között a festett múmiakoporsók.

#### Antik gyűjtemény
A gyűjtemény a nem hazai lelőhelyű ókori műtárgyakat őrzi. Magja a Paul Arndt müncheni régésztől vásárolt márvány- és terrakotta kisplasztikai gyűjtemény. A kiállítás elsősorban a görög és római művészet emlékeit mutatja be, kiemelkedő darabja a Budapesti táncosnő néven híressé lett, Kr. e. 3. századból való márványszobor. Gazdag a ciprusi és a mükénéi kollekció is. A vázagyűjtemény kiállított darabjai alapján képet alkothatunk az ókori vázafestészet különböző műhelyeiről. A bronzkollekció legszebb darabja az ún. Grimani-kancsó.

#### Régi képtár
Ez a múzeum leghíresebb és legteljesebb gyűjteménye. Alapját az Esterházy-gyűjteményből vásárolt műalkotások képezik. Mintegy 3000 festményének jelentős részét az állandó kiállításon mutatják be, amely végigkíséri az európai festészet fejlődését, stílusirányzatainak változásait a 13. századtól a 18. század végéig.
Különösen gazdag az állandó kiállítás olasz része, az itáliai reneszánsz olyan kimagasló alkotásaival, mint Raffaello Esterházy Madonnája és az Ifjú képmása, Giorgione, Sebastiano del Piombo, Correggio, Tiziano, Tintoretto, Veronese és Bronzino képei, illetve a későbbi, barokk mesterek - köztük Carracci, Bellotto, Tiepolo - remekműveivel.
A német és osztrák festészetet a 15. századtól kezdődően szintén változatos képanyag, köztük Albrecht Dürer Férfiképmása, Albrecht Altdorfer, id. Lucas Cranach több festménye, valamint a 17. és 18. századi mesterművek egész sora képviseli.
A németalföldi alkotások között szerepel id. Pieter Bruegel híres Keresztelő Szent János prédikációja című műve, a flamand barokk festők között Peter Paul Rubens és Anthony van Dyck néhány képe. A holland festészetet mindenekelőtt Rembrandt (három képpel) és több követője, valamint életképek, tájképek gazdag sorozata képviseli. A gyűjteményben és a kiállításon is kisebb súllyal szerepelnek az angol és a francia festők, utóbbiak közül kiemelhetők a 17. századi Nicolas Poussin és Claude Lorrain művei.
A spanyol anyag a képtár leggazdagabb, világhírű gyűjteménye. Azzá teszi többek között El Greco hét alkotása, (például Férfi tanulmányfej, Krisztus az Olajfák hegyén), Diego Velázquez korai életképe (Étkező parasztok), Francisco de Zurbarán több műve. A gyűjtemény másik súlypontját jelentik Francisco de Goya festményei (Bermúdezné képmása, A vízhordó lány, A köszörűs).
A képtár több képe származik a vitatott tulajdonjogú Herzog-gyűjteményből.

#### Régi szobor gyűjtemény
A szobortár legnagyobb része a középkortól a 17. századig terjedő időszak olasz anyagát öleli fel. A gyűjtemény alapját a Pulszky Károly itáliai vásárlásaiból és Ferenczy István bronzgyűjteményéből származó műalkotások képezik. Utóbbiból való a gyűjtemény egyik féltett kincse, Leonardo da Vinci kisméretű Lovas szobra is. Az olasz mellett a 15.-17. századi német és osztrák szobrászati anyag is igen gazdag, köztük számos festett faszobor látható. A szobortár műtárgyai nem egyetlen tömbben, hanem több szinten, a múzeum különböző termeiben és csarnokaiban nyertek elhelyezést.

#### Grafikai gyűjtemény
A kb. tízezer eredeti rajz és százezer metszet fele az Esterházy-gyűjteményből, továbbá Delhaes István és Majovszky Pál kollekciójából származik. A fényre érzékeny egyedi rajzoknak nincs állandó kiállítása (a múzeum megnyitásakor volt), egyes részei időszaki kiállításokon kerülnek a közönség elé, legutóbb Parmigianino és kortársai rajzait és metszeteit láthatta a közönség. A rendkívül gazdag gyűjteményben az európai grafika – rajzok, karcok, fa- és rézmetszetek – minden korszaka képviselve van. Köztük az olasz reneszánsz és barokk mestereinek alkotásai, mint Leonardo da Vinci az Anghiari csatához készített két tanulmánya, Rafaello, Coreggio, Parmigianino; a németalföldi, holland művészek közül például Rembrandt, a német-osztrák anyagban többek között Altdorfer, Dürer, a spanyolok közül Goyának 200-nál több grafikai alkotása. A francia művészeket például Jean-Honoré Fragonard, Jean-Antoine Watteau, Eugène Delacroix, Honoré Daumier grafikái, Pierre-Auguste Renoir, Paul Cezanne akvarelljei képviselik.
A Grafikai Gyűjtemény kiállítótermi bútorait és kutatóterem teljes enteriőrjét Torockai Wigand Ede tervezte. (A kiállítóterem csak időszakos kiállítások idején látogatható.)

#### Modern gyűjtemény
A múzeum 19. és 20. századi festészeti és szobrászati anyagát foglalja magában. Jóval kevésbé gazdag, mint a Régi képtár. Gyűjteményét a Nemzeti Múzeum 19. századi gyarapodása alapozta meg, majd a 19. század végén az állam jelentős mennyiségű és értékű kortárs művet vásárolt az újonnan létesített, de még fel nem épült Szépművészeti Múzeum számára. Az épület megnyitása utáni években kezdődött a gyűjtemény kiegészítése modern francia alkotásokkal. A festészeti anyag törzse az osztrák biedermeier (Ferdinand Georg Waldmüller, Friedrich von Amerling) és a francia anyag. A francia romantika például Eugène Delacroix, az ún. barbizoni iskola és a realizmus Camille Corot, Gustave Courbet (Birkózók) műveivel szerepel az állandó kiállításon. A francia impresszionizmust Édouard Manet, Claude Monet, Camille Pissarro, Pierre-Auguste Renoir, Henri de Toulouse-Lautrec egy-egy festménye képviseli. A szobrászati anyag két súlypontját a francia Auguste Rodin és a belga Constantin Meunier több darabból álló kollekciói jelentik.

### Vasarely-múzeum
Victor Vasarely szülőhazája fővárosának adományozott gyűjteménye – mely teljes munkásságát felöleli –, a budapesti Vasarely Múzeum az óbudai Zichy-kastély melléképületének egyik kétszintes, erre a célra átalakított szárnyában kapott helyet.
Az Árpád híd óbudai hídfőjére tekintő Szentlélek tér, az Óbudai-sziget, valamint a H5-ös HÉV vonala határolják a múzeum L-alakban terjeszkedő épületét. A gondozott, zárt kert, a túloldali kastélyépület látványa, a Fő tér hangulatos régi homlokzatai, felújított bejáratai, díszei, éttermei, aprócska boltjai, a másik oldalon a Duna a még látható ódon hajógyári létesítményekkel, távolban a Margit-szigettel, a hídfő túloldalán régi és modern épületekkel, s a mögöttük felsejlő budai hegyekkel lebilincselő élményt nyújt. Maga a kastélyszárny megőrizte barokk jellegét, ugyanakkor modern elemeivel méltó környezetben szolgálja Vasarely Kelet-Európában egyedülállóan gazdag gyűjteményét.

### Könyvtár
A múzeum igen gazdag könyvtárral is rendelkezik, ami az épülettől nem messze, a Szondi utcában található. A Szépművészeti Múzeum Könyvtára Magyarország legnagyobb művészettörténeti szakkönyvtára, mely a művészettörténeti kutatásokat, és hagyományosan már az egyetemi oktatást is segíti. A könyvtárba ingyenes látogatójegyet válthatott minden 18. életévét betöltött személy 2009-ig, 2009-től kezdve a helyben olvasásért is fizetni kell. A könyvtár gyűjtőköre egyetemes, olyan ritka kiadású műveket is őriznek itt, mint a Hypnerotomachia polypilii (1499).
A könyvtár épületében működött 2008 szeptemberéig a műtárgybírálati szolgáltatás.